# Schirm Anita
Schirm Anita (Ózd, 1979. december 15. – ) magyar nyelvész, az SZTE Bölcsészettudományi Kar, Magyar Nyelvi és Irodalmi Intézet Magyar Nyelvészeti Tanszékének habilitált docense.

## Életpályája
2003-ban szerzett magyar nyelv és irodalom tanári diplomát a Szegedi Tudományegyetemen (SZTE), valamint általános nyelvészet szakos bölcsész oklevelet. 
2008-tól oktat az SZTE Bölcsészet- és Társadalomtudományi Kar, Magyar Nyelvi és Irodalmi Intézet Magyar Nyelvészeti Tanszékén.
2021. október 26-án habilitált.

## Szervezeti tagságok
- 2014 MTA köztestületi tag, I. Nyelv- és Irodalomtudományok osztály
- 2012 Pragmatika Centrum Országos Kutatóközpont alapító tagja és munkatársa
- 2012 Alkalmazott Nyelvtudomány szerkesztőbizottsági tag
- 2012 MTA Alkalmazott Nyelvészeti Munkabizottság tagja és titkára
- 2012 FIPLV (Fédération Internationale des Professeurs de Langues Vivantes)
- 2012 Magyar Alkalmazott Nyelvészek és Nyelvtanárok Egyesülete
- 2011 Magyar Szemiotikai Társaság
- 2011 Szegedi Tudományegyetem Nyelvtudományi Doktori Iskolájában tag oktatóként
- 1999 Anyanyelvápolók Szövetsége

## Közéleti és tudományos tevékenységei
- 2014 SZTE Eötvös Loránd Kollégium védnöke
- 2012 SZTE Eötvös Loránd Kollégium Nyelvészeti Műhelyének vezetője:
- 2010 Nyelvtudományi Tehetségműhely létrehozása
- 2009 Magyar Nyelvészeti Tanszék TDK ügyeinek az intézése

## Díjai, elismerései
- 2017: Bonis Bona – A nemzet tehetségeiért díj Kiváló tehetségfejlesztő kategóriában
- 2014: Mentor(h)áló 2.0. program – tanári tananyagfejlesztés
- 2011.11.11: Promotio sub auspiciis praesidentis Rei Publicae kitüntetéses doktori cím
- 2010: 1. díj a Szegedi Akadémiai Bizottság pályázatán az ARC-plakátok kommunikációs stratégiái című pályamunkával
- 2010: Oktatási és Kulturális Minisztérium anyanyelvi pályázatán dicséret
- 2009: Junior Prima díj Oktatás és köznevelés kategóriában
- 2009: Oktatási és Kulturális Minisztérium anyanyelvi pályázatán megosztott I. díj
- 2008: Az egri 6. Semiotica Agriensis konferencián a legjobb fiatal előadó címe
- 2005: Nemzeti Kulturális Örökség Minisztériuma Édes Anyanyelvünk Program Nyelv és nyelvhasználat a családban pályázat – IV. díj.
- 2003: Nemzeti Kulturális Örökség Minisztériuma Új jelenségek a magyar nyelvben pályázat – díjazott.
- 2002: Nemzeti Kulturális Örökség Minisztériuma Nyelvhasználatunk az informatika korában – I. díj.
- 2001: Magyar Tudományos Akadémia Szegedi Akadémiai Bizottsága Asszociáció és jelentés, a mentális lexikon szerveződése című dolgozat – akadémiai dicséret.
- 2001: Nemzeti Kulturális Örökség Minisztériuma Társadalom és nyelvi illem pályázata – díjazott.
- 1999: Anyanyelvápolók Szövetségének pályázata – 3. helyezés É(r)de(ke)s anyanyelvünk című pályamunkával.

## Művei

### Könyvei
- Nyelvészeti filológia, egyetemi jegyzet, Szeged, 2015.

### Cikkei
- Schirm Anita: A diskurzusjelölők és a szövegtípusok viszonyáról, MAGYAR NYELV 113: (3) pp. 330-341, 2017.
- Schirm Anita: A diskurzusjelölők az osztálytermi kommunikáció szövegtípusaiban, In: Szerk.: Baditzné Pálvölgyi Kata, Szerk.: Szabó Éva, Szerk.: Szentgyörgyi Rudolf Tanóratervezés és tanórakutatás: A magyar nyelv és irodalom, az idegen nyelvek és a művészetek műveltségi területen. Budapest: Eötvös Loránd Tudományegyetem, 2015. pp. 49-66. (Bölcsészet- és művészetpedagógiai Kiadványok; 10.)
- Schirm Anita: Discourse markers in classroom communication, In: Szerk.: Dorota Brzozowska, Szerk.: Władysław Chłopicki Culture's Software: Communication Styles. Newcastle upon Tyne: Cambridge Scholars Publishing, 2015. pp. 207-226.
- Schirm Anita: Adalékok a szóval diskurzusjelölő történetéhez, In: Szerk.: Forgács T, Szerk.: Németh M, Szerk.: Sinkovics B A nyelvtörténeti kutatások újabb eredményei VII.. Szeged: SZTE Magyar Nyelvészeti Tanszék, 2013. pp. 141-150.
- Schirm Anita: Discourse markers in talk shows: the examples of Hungarian hát, In: Szerk.: Galya Hristozova, Szerk.: Veselina Vateva, Szerk.: Mariana Lazarova, Szerk.: Mariya Aleksieva, Szerk.: Milen Filipov Eтнопсихолингвистипчни и социoлингвистипчни аcпeкти на езикa на мeдиитe в бългaрипя. Burgas: Burgas Free University, 2013. pp. 124-133.
- Schirm Anita: Az óriásplakátok nyelve, In: Szerk.: Balázs Géza, Szerk.: H Varga Gyula Ikonikus fordulat a kultúrában. Budapest; Eger: Magyar Szemiotikai Társaság; Líceum Kiadó, 2009. pp. 168-184. (Magyar szemiotikai tanulmányok / Semiotica Agriensis; 18-20 / 6.)
- Schirm Anita: Partikula és/vagy diskurzusjelölő?, In: Szerk.: Keszler Borbála, Szerk.: Tátrai Szilárd Diskurzus a grammatikában – grammatika a diskurzusban. Budapest: Tinta Könyvkiadó, 2009. pp. 304-311. (Segédkönyvek a nyelvészet tanulmányozásához; 88.)
- Schirm Anita: A kérdések pragmatikája, In: Szerk.: Váradi T, Szerk.: Szaszkó Rita Válogatás az I. Alkalmazott Nyelvészeti Doktorandusz Konferencia előadásaiból. Budapest: MTA Nyelvtudományi Intézet, 2009. pp. 161-171.
- Schirm Anita: A hát diskurzusjelölő partikulához kötődő nyelvhasználati stratégia, In: Szerk.: Gecső Tamás, Szerk.: Sárdi Csilla Jel és jelentés. Székesfehérvár; Budapest: Kodolányi János Főiskola; Tinta Könyvkiadó, 2008. pp. 289-296. (Segédkönyvek a nyelvészet tanulmányozásához; 83.)
- Schirm Anita: Nyelvhasználatunk az informatika korában, In: Szerk.: Balázs Géza Informatikai technológia és nyelvhasználat. Budapest: Trezor Kiadó, 2002. pp. 7-44.